# Jorge Luis Bernal
Jorge Luis Bernal Caviedes (ur. 27 września 1952 w Ibagué) – kolumbijski trener piłkarski.